# Bengaluru Open II 2022
Il Bengaluru Open II 2022 è stato un torneo maschile di tennis professionistico. È stata la 6ª edizione del torneo, la seconda del 2022, facente parte della categoria Challenger 80 nell'ambito dell'ATP Challenger Tour 2022, con un montepremi di 53 120 $. Si è giocato dal 14 al 20 febbraio 2022 sui campi in cemento all'aperto del KSLTA Stadium di Bangalore, in India. La settimana precedente si era svolta la quinta edizione.

## Partecipanti

### Teste di serie
| Nazionalità   | Giocatore           | Ranking* | Testa di serie |
| ------------- | ------------------- | -------- | -------------- |
| Australia     | Aleksandar Vukic    | 138      | 1              |
| Francia       | Hugo Grenier        | 158      | 2              |
| Francia       | Enzo Couacaud       | 161      | 3              |
| Italia        | Federico Gaio       | 176      | 4              |
| Rep. Ceca     | Vít Kopřiva         | 177      | 5              |
| Australia     | Max Purcell         | 179      | 6              |
| India         | Ramkumar Ramanathan | 185      | 7              |
| Taipei cinese | Tseng Chun-hsin     | 190      | 8              |

* Ranking al 7 febbraio 2022.

### Altri partecipanti
I seguenti giocatori hanno ricevuto una wild card per il tabellone principale:
- Arjun Kadhe
- Adil Kalyanpur
- Sidharth Rawat

I seguenti giocatori sono passati dalle qualificazioni:
- Antoine Bellier
- Andrew Harris
- Markos Kalovelonis
- Dominik Palán
- Mukund Sasikumar
- Nitin Kumar Sinha

Il seguente giocatore è entrato in tabellone come lucky loser:
- Steven Diez

## Campioni

### Singolare
Aleksandar Vukic ha sconfitto in finale  Dimitar Kuzmanov con il punteggio di 6–4, 6–4.

### Doppio
Alexander Erler /  Arjun Kadhe hanno sconfitto in finale  Saketh Myneni /  Ramkumar Ramanathan con il punteggio di 6–3, 6(4)–7, [10–7].